# 辛評
辛 評（しん ぴょう、生没年不詳）は、中国後漢時代末期の武将または政治家。字は仲治。豫州潁川郡陽翟県（現在の河南省許昌市禹州市）の人。弟は辛毗。

## 正史の事跡

### 袁譚配下の幕僚
袁紹が韓馥から冀州を譲られた初平2年（191年）前後に仕官したと思われる。荀諶・張導（字は景明）・高幹・郭図らと共に韓馥を説得し、冀州を袁紹に譲らせた。なお、曹操軍の郭嘉は同県の出身、同僚の郭図や荀諶、曹操軍の荀彧らとは同郡の出身である。
辛評が袁紹陣営において台頭してきたのは、建安5年（200年）の官渡の戦いで袁紹が敗れてからである。戦後に審配が孟岱・蔣奇の讒言を受けると、辛評は郭図と共に孟岱らを支持し、一時的に審配を失脚に追い込んだ。しかし、審配は逢紀の弁護を受け、辛うじて復権した。
建安7年（202年）夏、袁紹が後継者を指名しないまま死去すると、辛評と郭図は長男の袁譚を後継者にしようとした。しかし、辛評と郭図が権力を握ることを恐れた審配と逢紀は、袁紹の生前の寵愛を根拠に三男の袁尚を強引に後継とした（『後漢書』袁紹列伝によると、袁紹の遺命を偽造したという）。このため袁氏内紛が勃発したという。
翌8年（203年）、辛評は郭図と共に、審配への個人的敵愾心を動機として、袁譚に袁尚への先制攻撃を唆し、これを実施させた。だが結果的に、袁譚は袁尚軍の反撃に敗北し、平原に追い込まれた。なお袁譚軍の王修は、佞臣を斬って袁尚と和解するよう説いた。

### 辛評の家族
この後、辛評本人の事跡は史書では見当たらなくなり、その家族の動向が綴られている。
平原に追い詰められた袁譚は、郭図の進言もあって曹操への一時降伏を得策だと考え、郭図の推薦により辛評の弟の辛毗を使者として曹操の陣へ送り込んだ。結果、和睦は認められたが、辛毗はそのまま曹操の家臣として留め置かれた。
建安9年（204年）2月、袁尚軍の審配が鄴を守備するようになると、審配は郭図と辛兄弟への恨みを募らせていたため、城内に残されていた3人の家族を捕えようとした。この時、郭図と辛毗の家族がうまく脱出できたが、辛評の家族は収監されてしまった。辛評の家族は、審配が曹操軍との篭城戦を戦っていた最中に、尽く処刑された。審配が最後に敗北して曹操軍に捕えられると、辛毗は審配の処刑を強く望み、これを曹操に容れさせている。
翌10年（205年）正月、袁譚と郭図は南皮で曹操に攻め滅ぼされた。しかし、この時点まで辛評が袁譚らと命運を共にしていたかどうかはわからず、もっともそれ以前に、南皮の戦いが開始された時点での生死すら、史書からは窺い知れない。

## 物語中の辛評
小説『三国志演義』では、当初は韓馥の幕僚とされている。対曹操戦略の論争では、荀諶と共に短期決戦戦略を支持して持久戦略を退け、袁紹の決断を促している。
袁氏内紛においては、史実通りに袁譚を支持する。ただ『演義』では、南皮の戦いまで辛評は袁譚に随従している。戦況が絶望的となると、辛評は袁譚の命で曹操の下に降伏の使者として赴く。すると曹操はこれを拒絶する一方で、辛評に対し辛毗同様に自分の家臣になるよう勧誘している。辛評は袁譚への忠義を選んで拒絶したが、南皮城内に戻ったところ、交渉結果に失望した袁譚から曹操との内通を疑われてしまう。これにショックを受けた辛評は、その場で昏倒し絶命したことにされている。
中国中央電視台のドラマ『三国志演義』では、この憤死の間際に審配に遺言し、弟が冀州を攻撃すれば、わが一族を皆殺しにしてくれと頼んだことになっている。審配からそれを突き付けられた辛毗は、絶叫して倒れている。